# Chồn zibelin
Chồn zibelin (danh pháp khoa học: Martes zibellina) là một loài động vật có vú trong họ Chồn, bộ Ăn thịt. Loài này được Linnaeus mô tả năm 1758.
sống ở môi trường rừng, chủ yếu là ở Nga từ dãy núi Ural suốt Siberia, miền đông Kazakhstan, phía bắc Mông Cổ, Trung Quốc, Bắc và Nam Triều Tiên và Hokkaidō tại Nhật Bản. Phạm vi của loài này trong tự nhiên ban đầu được mở rộng thông qua châu Âu Nga sang Ba Lan và Scandinavia. Trong lịch sử người ta săn bắt chúng để lấy lông có giá trị cao, ngày nay vẫn là mặt hàng sang trọng.
Con đực có chiều dài cơ thể 38–56 cm, với đuôi dài 9–12 cm, và cân nặng 880-1.800 gram (1,94-3,97 lb). Con cái có chiều dài cơ thể 35–51 cm với đuôi dài dài 7,2-11,5 cm

## Hình ảnh

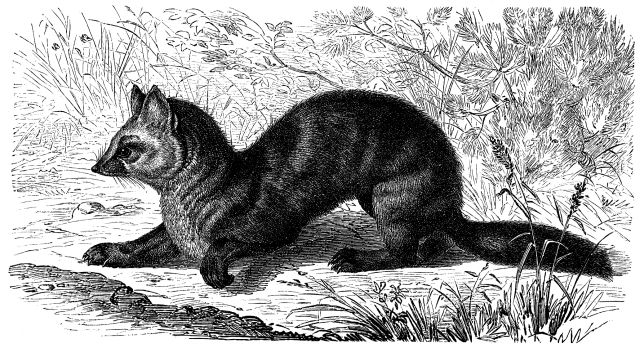
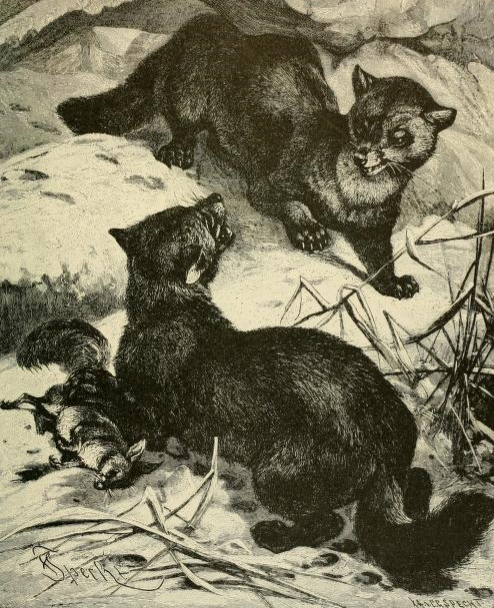
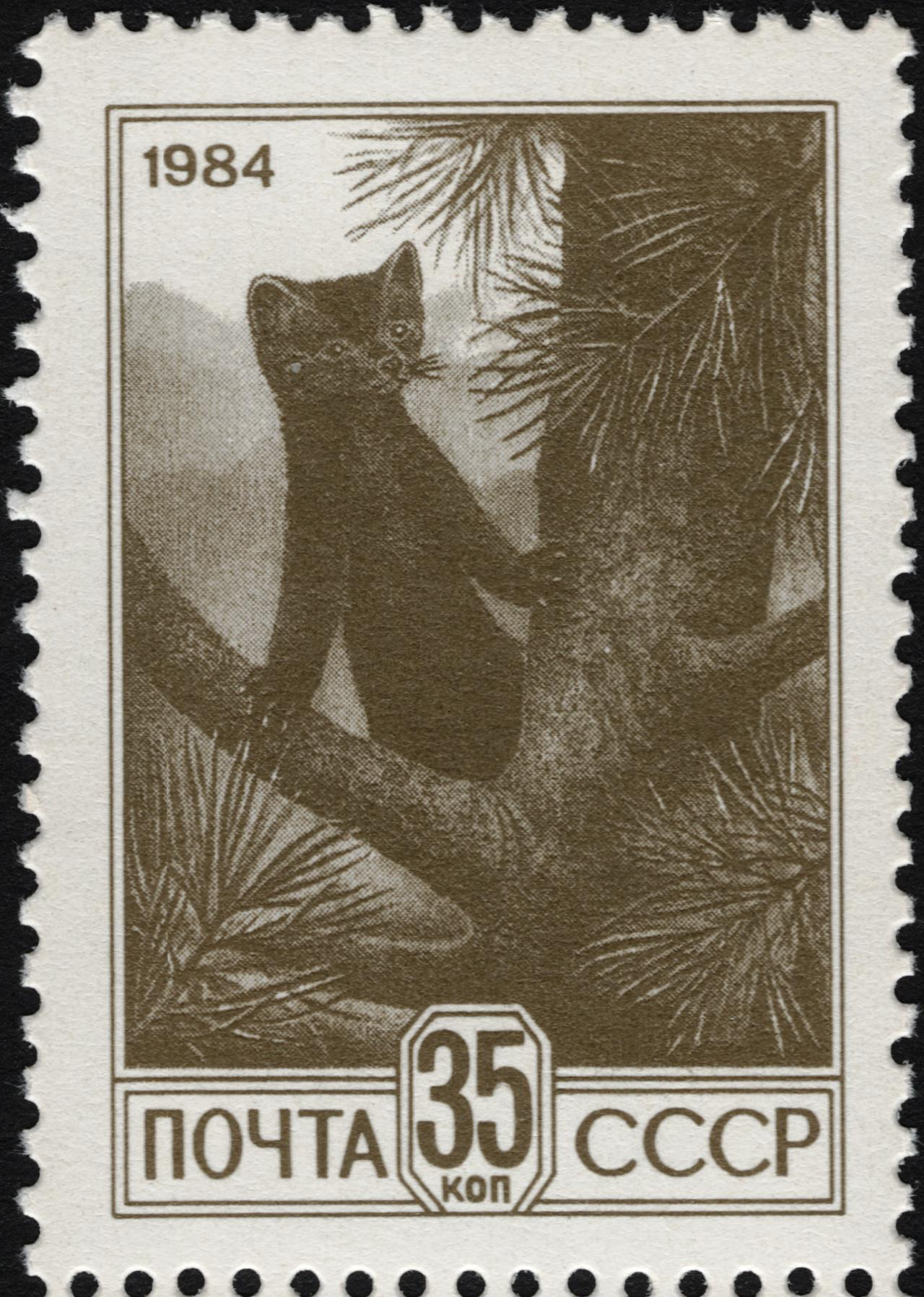
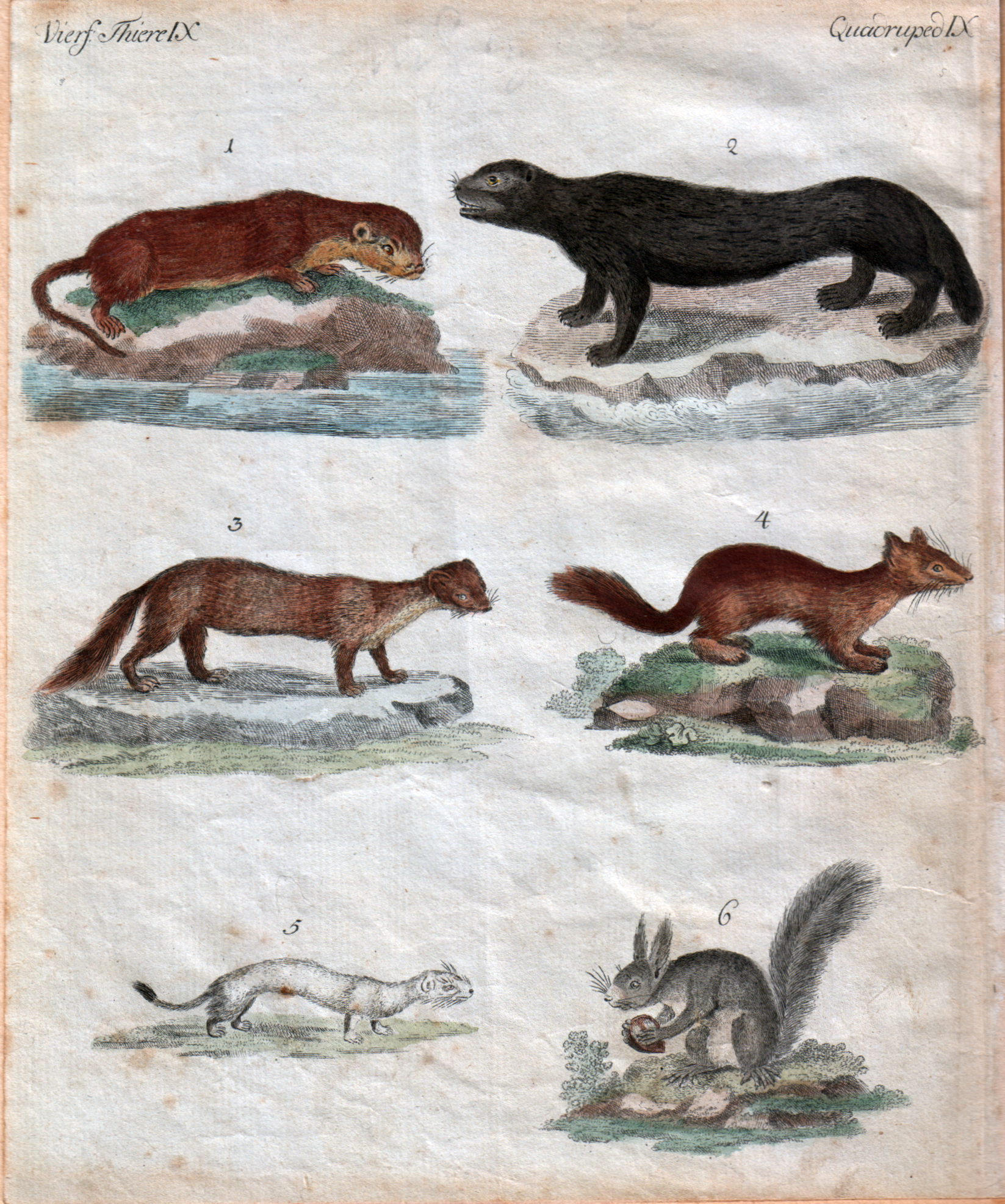